# Campeonato Brasileño de Fútbol 2015
El Campeonato Brasileño de Fútbol 2015 fue la  60ª. edición del Campeonato Brasileño de Serie A. El mismo comenzó el 9 de mayo de 2015 y finalizó el 6 de diciembre del mismo año.
El torneo no se vio interrumpido por el desarrollo de la Copa América 2015, desarrollada en Chile durante el mes de junio de dicho año.
El campeón en esta temporada fue el Corinthians que se adjudicó el campeonato a falta de tres fechas para la finalización del torneo, luego de que el Cruzeiro obtuviera las dos últimas temporadas. Por su parte, descendieron el Avaí, Goiás, Joinville y el Vasco da Gama, este último, por tercera vez en su historia.

## Sistema de competición
El sistema de juego es el mismo de las temporadas anteriores. Los 20 equipos participantes se enfrentarán en partidos de ida y vuelta en un sistema de todos contra todos. El equipo que auspició de local en la primera vuelta, en la segunda vuelta del campeonato jugara de visitante. El equipo con más puntos en la tabla de clasificación, será quien se corone cómo campeón del Brasileirão 2015. A su vez, los cuatro equipos que finalicen con menos puntos en la tabla de clasificación descenderán y jugarán la Serie B del siguiente año.
Clasificación a copas internacionales
- Los primeros tres equipos posicionados en el campeonato, se clasifican directamente a la segunda fase de la Copa Libertadores 2016. Además, el 4° de la tabla de clasificación clasifica también, pero a la primera fase la misma.

- Para clasificar a la Copa Sudamericana del año siguiente se tuvo en cuenta el rendimiento de los clubes en la Copa de Brasil, que se ha ampliado y tendrá equipos que compitan también en la Copa Libertadores en el mismo año.

Criterios de desempate
- Partidos ganados
- Diferencia de goles
- Goles a favor
- Enfrentamientos directos
- Cantidad de tarjetas amarillas
- Cantidad de tarjetas rojas

## Equipos participantes

### Ascensos y descensos
| Pos. | Descendidos en la temporada 2014 |
| ---- | -------------------------------- |
| 17º  | Vitória                          |
| 18º  | Bahía                            |
| 19º  | Botafogo                         |
| 20º  | Criciúma                         |

| Pos. | Ascendidos de la Serie B 2014 |
| ---- | ----------------------------- |
| 1º   | Joinville                     |
| 2º   | Ponte Preta                   |
| 3º   | Vasco da Gama                 |
| 4º   | Avaí                          |

### Información de equipos
| Equipo              | Ciudad             | Estadio           | Capacidad | Posición 2014  | Títulos |
| ------------------- | ------------------ | ----------------- | --------- | -------------- | ------- |
| Atlético Mineiro    | Belo Horizonte, MG | Independência     | 23 018    | 05.°           | 1       |
| Atlético Paranaense | Curitiba, PR       | Arena da Baixada  | 42 372    | 08.°           | 1       |
| Avaí                | Florianópolis, SC  | Ressacada         | 17 500    | 04.° (Serie B) | 0       |
| Chapecoense         | Chapecó, SC        | Arena Condá       | 21 000    | 15.°           | 0       |
| Corinthians         | São Paulo, SP      | Arena Corinthians | 48 000    | 04.°           | 5       |
| Coritiba            | Curitiba, PR       | Couto Pereira     | 37 182    | 14.°           | 1       |
| Cruzeiro            | Belo Horizonte, MG | Mineirão          | 57 483    | 01.°           | 4       |
| Figueirense         | Florianópolis, SC  | Orlando Scarpelli | 19 584    | 13.°           | 0       |
| Flamengo            | Río de Janeiro, RJ | Maracaná          | 78 838    | 10.°           | 5       |
| Fluminense          | Río de Janeiro, RJ | Maracaná          | 78 838    | 06.°           | 4       |
| Goiás               | Goiânia, GO        | Serra Dourada     | 42 000    | 12.°           | 0       |
| Grêmio              | Porto Alegre, RS   | Arena do Grêmio   | 55 538    | 07.°           | 2       |
| Internacional       | Porto Alegre, RS   | Beira-Rio         | 56 149    | 03.°           | 3       |
| Joinville           | Joinville, SC      | Arena Joinville   | 22 000    | 01.° (Serie B) | 0       |
| Palmeiras           | São Paulo, SP      | Allianz Parque    | 45 000    | 16.°           | 8       |
| Ponte Preta         | Campinas, SP       | Moisés Lucarelli  | 17 700    | 02.° (Serie B) | 0       |
| Santos              | Santos, SP         | Vila Belmiro      | 16 798    | 09.°           | 8       |
| São Paulo           | São Paulo, SP      | Morumbi           | 66 795    | 02.°           | 6       |
| Sport Recife        | Recife, PE         | Ilha do Retiro    | 35 000    | 11.°           | 1       |
| Vasco da Gama       | Río de Janeiro, RJ | São Januário      | 24 500    | 03.° (Serie B) | 4       |

### Distribución geográfica y estadios
| Estado             | N.º | Equipos                                                |
| ------------------ | --- | ------------------------------------------------------ |
| São Paulo          | 5   | Corinthians, Palmeiras, Ponte Preta, Santos, São Paulo |
| Santa Catarina     | 4   | Avaí, Chapecoense, Figueirense, Joinville              |
| Río de Janeiro     | 3   | Flamengo, Fluminense, Vasco da Gama                    |
| Minas Gerais       | 2   | Atlético Mineiro, Cruzeiro                             |
| Paraná             | 2   | Atlético Paranaense, Coritiba                          |
| Río Grande del Sur | 2   | Grêmio, Internacional                                  |
| Goiás              | 1   | Goiás                                                  |
| Pernambuco         | 1   | Sport Recife                                           |
| Total              | 20  |                                                        |

| Atlético Mineiro  | Atlético Paranaense | Avaí | Chapecoense | Corinthians | Coritiba          |
| Independência     | Arena da Baixada | Ressacada | Arena Condá | Arena Corinthians | Couto Pereira     |
| Capacidad: 23 018 | Capacidad: 42 372 | Capacidad: 17 826 | Capacidad: 19 325 | Capacidad: 48 234 | Capacidad: 40 502 |
|                   | | | | |                   |
| Cruzeiro          | Sport Goiás Atlético Mineiro Cruzeiro Flamengo, Fluminense Vasco da Gama Corinthians, Palmeiras, Ponte Preta, Santos, São Paulo Atlético Paranaense Coritiba Joinville Chapecoense Avaí Figueirense Grêmio Internacional | Sport Goiás Atlético Mineiro Cruzeiro Flamengo, Fluminense Vasco da Gama Corinthians, Palmeiras, Ponte Preta, Santos, São Paulo Atlético Paranaense Coritiba Joinville Chapecoense Avaí Figueirense Grêmio Internacional | Sport Goiás Atlético Mineiro Cruzeiro Flamengo, Fluminense Vasco da Gama Corinthians, Palmeiras, Ponte Preta, Santos, São Paulo Atlético Paranaense Coritiba Joinville Chapecoense Avaí Figueirense Grêmio Internacional | Sport Goiás Atlético Mineiro Cruzeiro Flamengo, Fluminense Vasco da Gama Corinthians, Palmeiras, Ponte Preta, Santos, São Paulo Atlético Paranaense Coritiba Joinville Chapecoense Avaí Figueirense Grêmio Internacional | Figueirense       |
| Mineirão          | Sport Goiás Atlético Mineiro Cruzeiro Flamengo, Fluminense Vasco da Gama Corinthians, Palmeiras, Ponte Preta, Santos, São Paulo Atlético Paranaense Coritiba Joinville Chapecoense Avaí Figueirense Grêmio Internacional | Sport Goiás Atlético Mineiro Cruzeiro Flamengo, Fluminense Vasco da Gama Corinthians, Palmeiras, Ponte Preta, Santos, São Paulo Atlético Paranaense Coritiba Joinville Chapecoense Avaí Figueirense Grêmio Internacional | Sport Goiás Atlético Mineiro Cruzeiro Flamengo, Fluminense Vasco da Gama Corinthians, Palmeiras, Ponte Preta, Santos, São Paulo Atlético Paranaense Coritiba Joinville Chapecoense Avaí Figueirense Grêmio Internacional | Sport Goiás Atlético Mineiro Cruzeiro Flamengo, Fluminense Vasco da Gama Corinthians, Palmeiras, Ponte Preta, Santos, São Paulo Atlético Paranaense Coritiba Joinville Chapecoense Avaí Figueirense Grêmio Internacional | Orlando Scarpelli |
| Capacidad: 61 846 | Sport Goiás Atlético Mineiro Cruzeiro Flamengo, Fluminense Vasco da Gama Corinthians, Palmeiras, Ponte Preta, Santos, São Paulo Atlético Paranaense Coritiba Joinville Chapecoense Avaí Figueirense Grêmio Internacional | Sport Goiás Atlético Mineiro Cruzeiro Flamengo, Fluminense Vasco da Gama Corinthians, Palmeiras, Ponte Preta, Santos, São Paulo Atlético Paranaense Coritiba Joinville Chapecoense Avaí Figueirense Grêmio Internacional | Sport Goiás Atlético Mineiro Cruzeiro Flamengo, Fluminense Vasco da Gama Corinthians, Palmeiras, Ponte Preta, Santos, São Paulo Atlético Paranaense Coritiba Joinville Chapecoense Avaí Figueirense Grêmio Internacional | Sport Goiás Atlético Mineiro Cruzeiro Flamengo, Fluminense Vasco da Gama Corinthians, Palmeiras, Ponte Preta, Santos, São Paulo Atlético Paranaense Coritiba Joinville Chapecoense Avaí Figueirense Grêmio Internacional | Capacidad: 19 584 |
|                   | Sport Goiás Atlético Mineiro Cruzeiro Flamengo, Fluminense Vasco da Gama Corinthians, Palmeiras, Ponte Preta, Santos, São Paulo Atlético Paranaense Coritiba Joinville Chapecoense Avaí Figueirense Grêmio Internacional | Sport Goiás Atlético Mineiro Cruzeiro Flamengo, Fluminense Vasco da Gama Corinthians, Palmeiras, Ponte Preta, Santos, São Paulo Atlético Paranaense Coritiba Joinville Chapecoense Avaí Figueirense Grêmio Internacional | Sport Goiás Atlético Mineiro Cruzeiro Flamengo, Fluminense Vasco da Gama Corinthians, Palmeiras, Ponte Preta, Santos, São Paulo Atlético Paranaense Coritiba Joinville Chapecoense Avaí Figueirense Grêmio Internacional | Sport Goiás Atlético Mineiro Cruzeiro Flamengo, Fluminense Vasco da Gama Corinthians, Palmeiras, Ponte Preta, Santos, São Paulo Atlético Paranaense Coritiba Joinville Chapecoense Avaí Figueirense Grêmio Internacional |                   |
| Flamengo          | Sport Goiás Atlético Mineiro Cruzeiro Flamengo, Fluminense Vasco da Gama Corinthians, Palmeiras, Ponte Preta, Santos, São Paulo Atlético Paranaense Coritiba Joinville Chapecoense Avaí Figueirense Grêmio Internacional | Sport Goiás Atlético Mineiro Cruzeiro Flamengo, Fluminense Vasco da Gama Corinthians, Palmeiras, Ponte Preta, Santos, São Paulo Atlético Paranaense Coritiba Joinville Chapecoense Avaí Figueirense Grêmio Internacional | Sport Goiás Atlético Mineiro Cruzeiro Flamengo, Fluminense Vasco da Gama Corinthians, Palmeiras, Ponte Preta, Santos, São Paulo Atlético Paranaense Coritiba Joinville Chapecoense Avaí Figueirense Grêmio Internacional | Sport Goiás Atlético Mineiro Cruzeiro Flamengo, Fluminense Vasco da Gama Corinthians, Palmeiras, Ponte Preta, Santos, São Paulo Atlético Paranaense Coritiba Joinville Chapecoense Avaí Figueirense Grêmio Internacional | Fluminense        |
| Maracaná          | Sport Goiás Atlético Mineiro Cruzeiro Flamengo, Fluminense Vasco da Gama Corinthians, Palmeiras, Ponte Preta, Santos, São Paulo Atlético Paranaense Coritiba Joinville Chapecoense Avaí Figueirense Grêmio Internacional | Sport Goiás Atlético Mineiro Cruzeiro Flamengo, Fluminense Vasco da Gama Corinthians, Palmeiras, Ponte Preta, Santos, São Paulo Atlético Paranaense Coritiba Joinville Chapecoense Avaí Figueirense Grêmio Internacional | Sport Goiás Atlético Mineiro Cruzeiro Flamengo, Fluminense Vasco da Gama Corinthians, Palmeiras, Ponte Preta, Santos, São Paulo Atlético Paranaense Coritiba Joinville Chapecoense Avaí Figueirense Grêmio Internacional | Sport Goiás Atlético Mineiro Cruzeiro Flamengo, Fluminense Vasco da Gama Corinthians, Palmeiras, Ponte Preta, Santos, São Paulo Atlético Paranaense Coritiba Joinville Chapecoense Avaí Figueirense Grêmio Internacional | Maracaná          |
| Capacidad: 78 838 | Sport Goiás Atlético Mineiro Cruzeiro Flamengo, Fluminense Vasco da Gama Corinthians, Palmeiras, Ponte Preta, Santos, São Paulo Atlético Paranaense Coritiba Joinville Chapecoense Avaí Figueirense Grêmio Internacional | Sport Goiás Atlético Mineiro Cruzeiro Flamengo, Fluminense Vasco da Gama Corinthians, Palmeiras, Ponte Preta, Santos, São Paulo Atlético Paranaense Coritiba Joinville Chapecoense Avaí Figueirense Grêmio Internacional | Sport Goiás Atlético Mineiro Cruzeiro Flamengo, Fluminense Vasco da Gama Corinthians, Palmeiras, Ponte Preta, Santos, São Paulo Atlético Paranaense Coritiba Joinville Chapecoense Avaí Figueirense Grêmio Internacional | Sport Goiás Atlético Mineiro Cruzeiro Flamengo, Fluminense Vasco da Gama Corinthians, Palmeiras, Ponte Preta, Santos, São Paulo Atlético Paranaense Coritiba Joinville Chapecoense Avaí Figueirense Grêmio Internacional | Capacidad: 78 838 |
|                   | Sport Goiás Atlético Mineiro Cruzeiro Flamengo, Fluminense Vasco da Gama Corinthians, Palmeiras, Ponte Preta, Santos, São Paulo Atlético Paranaense Coritiba Joinville Chapecoense Avaí Figueirense Grêmio Internacional | Sport Goiás Atlético Mineiro Cruzeiro Flamengo, Fluminense Vasco da Gama Corinthians, Palmeiras, Ponte Preta, Santos, São Paulo Atlético Paranaense Coritiba Joinville Chapecoense Avaí Figueirense Grêmio Internacional | Sport Goiás Atlético Mineiro Cruzeiro Flamengo, Fluminense Vasco da Gama Corinthians, Palmeiras, Ponte Preta, Santos, São Paulo Atlético Paranaense Coritiba Joinville Chapecoense Avaí Figueirense Grêmio Internacional | Sport Goiás Atlético Mineiro Cruzeiro Flamengo, Fluminense Vasco da Gama Corinthians, Palmeiras, Ponte Preta, Santos, São Paulo Atlético Paranaense Coritiba Joinville Chapecoense Avaí Figueirense Grêmio Internacional |                   |
| Goiás             | Sport Goiás Atlético Mineiro Cruzeiro Flamengo, Fluminense Vasco da Gama Corinthians, Palmeiras, Ponte Preta, Santos, São Paulo Atlético Paranaense Coritiba Joinville Chapecoense Avaí Figueirense Grêmio Internacional | Sport Goiás Atlético Mineiro Cruzeiro Flamengo, Fluminense Vasco da Gama Corinthians, Palmeiras, Ponte Preta, Santos, São Paulo Atlético Paranaense Coritiba Joinville Chapecoense Avaí Figueirense Grêmio Internacional | Sport Goiás Atlético Mineiro Cruzeiro Flamengo, Fluminense Vasco da Gama Corinthians, Palmeiras, Ponte Preta, Santos, São Paulo Atlético Paranaense Coritiba Joinville Chapecoense Avaí Figueirense Grêmio Internacional | Sport Goiás Atlético Mineiro Cruzeiro Flamengo, Fluminense Vasco da Gama Corinthians, Palmeiras, Ponte Preta, Santos, São Paulo Atlético Paranaense Coritiba Joinville Chapecoense Avaí Figueirense Grêmio Internacional | Grêmio            |
| Serra Dourada     | Sport Goiás Atlético Mineiro Cruzeiro Flamengo, Fluminense Vasco da Gama Corinthians, Palmeiras, Ponte Preta, Santos, São Paulo Atlético Paranaense Coritiba Joinville Chapecoense Avaí Figueirense Grêmio Internacional | Sport Goiás Atlético Mineiro Cruzeiro Flamengo, Fluminense Vasco da Gama Corinthians, Palmeiras, Ponte Preta, Santos, São Paulo Atlético Paranaense Coritiba Joinville Chapecoense Avaí Figueirense Grêmio Internacional | Sport Goiás Atlético Mineiro Cruzeiro Flamengo, Fluminense Vasco da Gama Corinthians, Palmeiras, Ponte Preta, Santos, São Paulo Atlético Paranaense Coritiba Joinville Chapecoense Avaí Figueirense Grêmio Internacional | Sport Goiás Atlético Mineiro Cruzeiro Flamengo, Fluminense Vasco da Gama Corinthians, Palmeiras, Ponte Preta, Santos, São Paulo Atlético Paranaense Coritiba Joinville Chapecoense Avaí Figueirense Grêmio Internacional | Arena do Grêmio   |
| Capacidad: 42 000 | Sport Goiás Atlético Mineiro Cruzeiro Flamengo, Fluminense Vasco da Gama Corinthians, Palmeiras, Ponte Preta, Santos, São Paulo Atlético Paranaense Coritiba Joinville Chapecoense Avaí Figueirense Grêmio Internacional | Sport Goiás Atlético Mineiro Cruzeiro Flamengo, Fluminense Vasco da Gama Corinthians, Palmeiras, Ponte Preta, Santos, São Paulo Atlético Paranaense Coritiba Joinville Chapecoense Avaí Figueirense Grêmio Internacional | Sport Goiás Atlético Mineiro Cruzeiro Flamengo, Fluminense Vasco da Gama Corinthians, Palmeiras, Ponte Preta, Santos, São Paulo Atlético Paranaense Coritiba Joinville Chapecoense Avaí Figueirense Grêmio Internacional | Sport Goiás Atlético Mineiro Cruzeiro Flamengo, Fluminense Vasco da Gama Corinthians, Palmeiras, Ponte Preta, Santos, São Paulo Atlético Paranaense Coritiba Joinville Chapecoense Avaí Figueirense Grêmio Internacional | Capacidad: 56 500 |
|                   | Sport Goiás Atlético Mineiro Cruzeiro Flamengo, Fluminense Vasco da Gama Corinthians, Palmeiras, Ponte Preta, Santos, São Paulo Atlético Paranaense Coritiba Joinville Chapecoense Avaí Figueirense Grêmio Internacional | Sport Goiás Atlético Mineiro Cruzeiro Flamengo, Fluminense Vasco da Gama Corinthians, Palmeiras, Ponte Preta, Santos, São Paulo Atlético Paranaense Coritiba Joinville Chapecoense Avaí Figueirense Grêmio Internacional | Sport Goiás Atlético Mineiro Cruzeiro Flamengo, Fluminense Vasco da Gama Corinthians, Palmeiras, Ponte Preta, Santos, São Paulo Atlético Paranaense Coritiba Joinville Chapecoense Avaí Figueirense Grêmio Internacional | Sport Goiás Atlético Mineiro Cruzeiro Flamengo, Fluminense Vasco da Gama Corinthians, Palmeiras, Ponte Preta, Santos, São Paulo Atlético Paranaense Coritiba Joinville Chapecoense Avaí Figueirense Grêmio Internacional |                   |
| Internacional     | Sport Goiás Atlético Mineiro Cruzeiro Flamengo, Fluminense Vasco da Gama Corinthians, Palmeiras, Ponte Preta, Santos, São Paulo Atlético Paranaense Coritiba Joinville Chapecoense Avaí Figueirense Grêmio Internacional | Sport Goiás Atlético Mineiro Cruzeiro Flamengo, Fluminense Vasco da Gama Corinthians, Palmeiras, Ponte Preta, Santos, São Paulo Atlético Paranaense Coritiba Joinville Chapecoense Avaí Figueirense Grêmio Internacional | Sport Goiás Atlético Mineiro Cruzeiro Flamengo, Fluminense Vasco da Gama Corinthians, Palmeiras, Ponte Preta, Santos, São Paulo Atlético Paranaense Coritiba Joinville Chapecoense Avaí Figueirense Grêmio Internacional | Sport Goiás Atlético Mineiro Cruzeiro Flamengo, Fluminense Vasco da Gama Corinthians, Palmeiras, Ponte Preta, Santos, São Paulo Atlético Paranaense Coritiba Joinville Chapecoense Avaí Figueirense Grêmio Internacional | Joinville         |
| Beira-Rio         | Sport Goiás Atlético Mineiro Cruzeiro Flamengo, Fluminense Vasco da Gama Corinthians, Palmeiras, Ponte Preta, Santos, São Paulo Atlético Paranaense Coritiba Joinville Chapecoense Avaí Figueirense Grêmio Internacional | Sport Goiás Atlético Mineiro Cruzeiro Flamengo, Fluminense Vasco da Gama Corinthians, Palmeiras, Ponte Preta, Santos, São Paulo Atlético Paranaense Coritiba Joinville Chapecoense Avaí Figueirense Grêmio Internacional | Sport Goiás Atlético Mineiro Cruzeiro Flamengo, Fluminense Vasco da Gama Corinthians, Palmeiras, Ponte Preta, Santos, São Paulo Atlético Paranaense Coritiba Joinville Chapecoense Avaí Figueirense Grêmio Internacional | Sport Goiás Atlético Mineiro Cruzeiro Flamengo, Fluminense Vasco da Gama Corinthians, Palmeiras, Ponte Preta, Santos, São Paulo Atlético Paranaense Coritiba Joinville Chapecoense Avaí Figueirense Grêmio Internacional | Arena Joinville   |
| Capacidad: 56 000 | Sport Goiás Atlético Mineiro Cruzeiro Flamengo, Fluminense Vasco da Gama Corinthians, Palmeiras, Ponte Preta, Santos, São Paulo Atlético Paranaense Coritiba Joinville Chapecoense Avaí Figueirense Grêmio Internacional | Sport Goiás Atlético Mineiro Cruzeiro Flamengo, Fluminense Vasco da Gama Corinthians, Palmeiras, Ponte Preta, Santos, São Paulo Atlético Paranaense Coritiba Joinville Chapecoense Avaí Figueirense Grêmio Internacional | Sport Goiás Atlético Mineiro Cruzeiro Flamengo, Fluminense Vasco da Gama Corinthians, Palmeiras, Ponte Preta, Santos, São Paulo Atlético Paranaense Coritiba Joinville Chapecoense Avaí Figueirense Grêmio Internacional | Sport Goiás Atlético Mineiro Cruzeiro Flamengo, Fluminense Vasco da Gama Corinthians, Palmeiras, Ponte Preta, Santos, São Paulo Atlético Paranaense Coritiba Joinville Chapecoense Avaí Figueirense Grêmio Internacional | Capacidad: 20 160 |
|                   | Sport Goiás Atlético Mineiro Cruzeiro Flamengo, Fluminense Vasco da Gama Corinthians, Palmeiras, Ponte Preta, Santos, São Paulo Atlético Paranaense Coritiba Joinville Chapecoense Avaí Figueirense Grêmio Internacional | Sport Goiás Atlético Mineiro Cruzeiro Flamengo, Fluminense Vasco da Gama Corinthians, Palmeiras, Ponte Preta, Santos, São Paulo Atlético Paranaense Coritiba Joinville Chapecoense Avaí Figueirense Grêmio Internacional | Sport Goiás Atlético Mineiro Cruzeiro Flamengo, Fluminense Vasco da Gama Corinthians, Palmeiras, Ponte Preta, Santos, São Paulo Atlético Paranaense Coritiba Joinville Chapecoense Avaí Figueirense Grêmio Internacional | Sport Goiás Atlético Mineiro Cruzeiro Flamengo, Fluminense Vasco da Gama Corinthians, Palmeiras, Ponte Preta, Santos, São Paulo Atlético Paranaense Coritiba Joinville Chapecoense Avaí Figueirense Grêmio Internacional |                   |
| Palmeiras         | Ponte Preta | Santos | São Paulo | Sport Recife | Vasco da Gama     |
| Allianz Parque    | Moisés Lucarelli | Vila Belmiro | Morumbi | Ilha do Retiro | São Januário      |
| Capacidad: 45 000 | Capacidad: 17 728 | Capacidad: 16 068 | Capacidad: 66 795 | Capacidad: 32 983 | Capacidad: 19 000 |
|                   | | | | |                   |

### Entrenadores
| Equipo              | Entrenador                  | Jornadas    |
| ------------------- | --------------------------- | ----------- |
| Atlético Mineiro    | Levir Culpi                 | 1.ª a 36.ª  |
| Atlético Mineiro    | Diogo Giacomini (interino)  | 37.ª a 38.ª |
| Atlético Paranaense | Milton Mendes               | 1.ª a 28.ª  |
| Atlético Paranaense | Sérgio Vieira (interino)    | 29.ª        |
| Atlético Paranaense | Cristóvão Borges            | 30.ª a 38.ª |
| Avaí                | Gilson Kleina               | 1.ª a 34.ª  |
| Avaí                | Raúl Cabral (interino)      | 35.ª a 38.ª |
| Chapecoense         | Vinícius Eutrópio           | 1.ª a 25.ª  |
| Chapecoense         | Guto Ferreira               | 26.ª a 38.ª |
| Corinthians         | Tite                        | 1.ª a 38.ª  |
| Coritiba            | Marquinhos Santos           | 1.ª a 6.ª   |
| Coritiba            | Ney Franco                  | 7.ª a 33.ª  |
| Coritiba            | Pachequinho (interino)      | 34.ª a 38.ª |
| Cruzeiro            | Marcelo Oliveira            | 1.ª a 4.ª   |
| Cruzeiro            | Vanderlei Luxemburgo        | 5.ª a 21.ª  |
| Cruzeiro            | Deivid de Souza (interino)  | 22.ª        |
| Cruzeiro            | Mano Menezes                | 23.ª a 38.ª |
| Figueirense         | Argel Fucks                 | 1.ª a 18.ª  |
| Figueirense         | Hudson Coutinho (interino)  | 19.ª        |
| Figueirense         | René Simões                 | 20.ª a 26.ª |
| Figueirense         | Hudson Coutinho             | 27.ª a 38.ª |
| Flamengo            | Vanderlei Luxemburgo        | 1.ª a 3.ª   |
| Flamengo            | Cristóvão Borges            | 4.ª a 19.ª  |
| Flamengo            | Oswaldo de Oliveira         | 20.ª a 36.ª |
| Flamengo            | Jayme de Almeida (interino) | 37.ª a 38.ª |
| Fluminense          | Ricardo Drubscky            | 1.ª a 3.ª   |
| Fluminense          | Enderson Moreira            | 4.ª a 26.ª  |
| Fluminense          | Eduardo Baptista            | 27.ª a 38.ª |
| Goiás               | Hélio dos Anjos             | 1.ª a 8.ª   |
| Goiás               | Augusto César (interino)    | 9.ª a 11.ª  |
| Goiás               | Julinho Camargo             | 12.ª a 26.ª |
| Goiás               | Arthur Neto                 | 27.ª 31.ª   |
| Goiás               | Danny Sérgio                | 32.ª a 38.ª |
| Grêmio              | Luiz Felipe Scolari         | 1.ª a 2.ª   |
| Grêmio              | James Freitas (interino)    | 3.ª         |
| Grêmio              | Roger Machado               | 4.ª a 38.ª  |
| Internacional       | Diego Aguirre               | 1.ª a 17.ª  |
| Internacional       | Odair Hellman (interino)    | 18.ª        |
| Internacional       | Argel Fucks                 | 19.ª a 38.ª |
| Joinville           | Hermerson Maria             | 1.ª a 5.ª   |
| Joinville           | Adílson Batista             | 6.ª a 15.ª  |
| Joinville           | Paulo César Gusmão          | 16.ª a 38.ª |
| Palmeiras           | Oswaldo de Oliveira         | 1.ª a 6.ª   |
| Palmeiras           | Marcelo Oliveira            | 7.ª a 38.ª  |
| Ponte Preta         | Guto Ferreira               | 1.ª a 16.ª  |
| Ponte Preta         | Doriva                      | 17.ª a 29.ª |
| Ponte Preta         | Felipe Moreira              | 30.ª a 38.ª |
| Santos              | Marcelo Fernandes           | 1.ª a 12.ª  |
| Santos              | Dorival Júnior              | 13.ª a 38.ª |
| São Paulo           | Milton Cruz                 | 1.ª a 4.ª   |
| São Paulo           | Juan Carlos Osorio          | 5.ª a 29.ª  |
| São Paulo           | Doriva                      | 30.ª a 34.ª |
| São Paulo           | Milton Cruz (interino)      | 35.ª a 38.ª |
| Sport Recife        | Eduardo Baptista            | 1.ª a 26.ª  |
| Sport Recife        | Daniel Paulista (interino)  | 27.ª        |
| Sport Recife        | Paulo Roberto Falcão        | 28.ª a 38.ª |
| Vasco da Gama       | Doriva                      | 1.ª a 8.ª   |
| Vasco da Gama       | Celso Roth                  | 9.ª a 19.ª  |
| Vasco da Gama       | Jorginho                    | 20.ª a 38.ª |

## Tabla de posiciones
| Pos. | Equipo              | Pts. | PJ | PG | PE | PP | GF | GC | Dif. |
| ---- | ------------------- | ---- | -- | -- | -- | -- | -- | -- | ---- |
| 1.º  | Corinthians (C)     | 81   | 38 | 24 | 9  | 5  | 71 | 31 | 40   |
| 2.º  | Atlético Mineiro    | 69   | 38 | 21 | 6  | 11 | 65 | 47 | 18   |
| 3.º  | Grêmio              | 68   | 38 | 20 | 8  | 10 | 52 | 32 | 20   |
| 4.º  | São Paulo           | 62   | 38 | 18 | 8  | 12 | 53 | 47 | 6    |
| 5.º  | Internacional       | 60   | 38 | 17 | 9  | 12 | 39 | 38 | 1    |
| 6.º  | Sport Recife        | 59   | 38 | 15 | 14 | 9  | 53 | 38 | 15   |
| 7.º  | Santos              | 58   | 38 | 16 | 10 | 12 | 59 | 41 | 18   |
| 8.º  | Cruzeiro            | 55   | 38 | 15 | 10 | 13 | 44 | 35 | 9    |
| 9.º  | Palmeiras           | 53   | 38 | 15 | 8  | 15 | 60 | 51 | 9    |
| 10.º | Atlético Paranaense | 51   | 38 | 14 | 9  | 15 | 43 | 48 | −5   |
| 11.º | Ponte Preta         | 51   | 38 | 13 | 12 | 13 | 41 | 40 | 1    |
| 12.º | Flamengo            | 49   | 38 | 15 | 4  | 19 | 45 | 53 | −8   |
| 13.º | Fluminense          | 47   | 38 | 14 | 5  | 19 | 40 | 49 | −9   |
| 14.º | Chapecoense         | 47   | 38 | 12 | 11 | 15 | 34 | 44 | −10  |
| 15.º | Coritiba            | 44   | 38 | 11 | 11 | 16 | 31 | 42 | −11  |
| 16.º | Figueirense         | 43   | 38 | 11 | 10 | 17 | 36 | 50 | −14  |
| 17.º | Avaí (D)            | 42   | 38 | 11 | 9  | 18 | 38 | 60 | −22  |
| 18.º | Vasco da Gama (D)   | 41   | 38 | 10 | 11 | 17 | 28 | 54 | −26  |
| 19.º | Goiás (D)           | 38   | 38 | 10 | 8  | 20 | 30 | 48 | −18  |
| 20.º | Joinville (D)       | 31   | 38 | 7  | 10 | 21 | 26 | 48 | −22  |

|  | Campeón. Clasificó a la segunda fase de la Copa Libertadores 2016. (C) |
|  | Clasificó a la segunda fase de la Copa Libertadores 2016.              |
|  | Clasificó a la primera fase de la Copa Libertadores 2016.              |
|  | Descendió a la Serie B 2016. (D)                                       |

|                                 |
| Bandera del estado de São Paulo |
| Campeón Corinthians 6.º título  |

1. ↑  Campeón de la Copa de Brasil 2015.

### Evolución de las posiciones
| Jornada / Equipo | 1  | 2  | 3  | 4  | 5  | 6  | 7  | 8  | 9  | 10 | 11 | 12 | 13 | 14 | 15 | 16 | 17 | 18 | 19 | 20 | 21 | 22 | 23 | 24 | 25 | 26 | 27 | 28 | 29 | 30 | 31 | 32 | 33 | 34 | 35 | 36 | 37 | 38 |
| Jornada / Equipo |    |    |    |    |    |    |    |    |    |    |    |    |    |    |    |    |    |    |    |    |    |    |    |    |    |    |    |    |    |    |    |    |    |    |    |    |    |    |
| ---------------- | -- | -- | -- | -- | -- | -- | -- | -- | -- | -- | -- | -- | -- | -- | -- | -- | -- | -- | -- | -- | -- | -- | -- | -- | -- | -- | -- | -- | -- | -- | -- | -- | -- | -- | -- | -- | -- | -- |
| Atl. Mineiro     | 9  | 2  | 8  | 5  | 4  | 6  | 6  | 4  | 2  | 2  | 1  | 1  | 1  | 1  | 1  | 1  | 1  | 2  | 2  | 2  | 2  | 2  | 2  | 2  | 2  | 2  | 2  | 2  | 2  | 2  | 2  | 2  | 2  | 2  | 2  | 2  | 2  | 2  |
| Atl. Paranaense  | 2  | 7  | 5  | 1  | 1  | 1  | 2  | 3  | 6  | 5  | 6  | 8  | 8  | 8  | 8  | 5  | 6  | 7  | 8  | 8  | 6  | 4  | 5  | 6  | 7  | 9  | 9  | 11 | 11 | 12 | 13 | 12 | 13 | 12 | 12 | 12 | 9  | 10 |
| Avaí             | 11 | 16 | 9  | 7  | 10 | 7  | 9  | 10 | 12 | 13 | 13 | 15 | 13 | 13 | 14 | 16 | 16 | 16 | 16 | 18 | 15 | 17 | 18 | 18 | 18 | 16 | 15 | 15 | 15 | 16 | 16 | 16 | 16 | 16 | 16 | 17 | 16 | 17 |
| Chapecoense      | 3  | 9  | 6  | 10 | 7  | 9  | 11 | 9  | 9  | 10 | 9  | 9  | 9  | 9  | 9  | 9  | 9  | 9  | 9  | 9  | 11 | 12 | 12 | 12 | 13 | 13 | 17 | 17 | 14 | 14 | 14 | 14 | 14 | 14 | 13 | 13 | 14 | 14 |
| Corinthians      | 5  | 1  | 3  | 8  | 11 | 8  | 4  | 7  | 7  | 6  | 5  | 4  | 3  | 2  | 2  | 2  | 2  | 1  | 1  | 1  | 1  | 1  | 1  | 1  | 1  | 1  | 1  | 1  | 1  | 1  | 1  | 1  | 1  | 1  | 1  | 1  | 1  | 1  |
| Coritiba         | 15 | 8  | 14 | 16 | 17 | 18 | 18 | 18 | 18 | 19 | 19 | 18 | 18 | 19 | 19 | 20 | 20 | 19 | 18 | 17 | 18 | 18 | 16 | 17 | 17 | 15 | 14 | 14 | 16 | 17 | 17 | 17 | 18 | 18 | 17 | 16 | 15 | 15 |
| Cruzeiro         | 17 | 20 | 18 | 19 | 15 | 13 | 10 | 11 | 13 | 14 | 12 | 12 | 11 | 12 | 13 | 14 | 11 | 14 | 14 | 15 | 16 | 15 | 13 | 13 | 14 | 14 | 13 | 13 | 13 | 13 | 11 | 11 | 10 | 10 | 8  | 8  | 8  | 8  |
| Figueirense      | 19 | 19 | 19 | 15 | 16 | 14 | 15 | 16 | 16 | 12 | 11 | 11 | 14 | 15 | 16 | 12 | 15 | 15 | 15 | 14 | 14 | 14 | 15 | 16 | 16 | 17 | 18 | 18 | 18 | 15 | 15 | 15 | 15 | 15 | 15 | 15 | 17 | 16 |
| Flamengo         | 16 | 15 | 17 | 18 | 19 | 17 | 16 | 17 | 17 | 15 | 15 | 13 | 15 | 14 | 11 | 11 | 13 | 12 | 13 | 13 | 10 | 9  | 6  | 4  | 4  | 5  | 6  | 7  | 7  | 7  | 10 | 10 | 11 | 11 | 11 | 11 | 12 | 12 |
| Fluminense       | 6  | 11 | 13 | 9  | 6  | 5  | 8  | 5  | 3  | 3  | 4  | 2  | 2  | 3  | 7  | 3  | 4  | 5  | 4  | 4  | 7  | 7  | 9  | 9  | 11 | 11 | 12 | 12 | 12 | 11 | 12 | 13 | 12 | 13 | 14 | 14 | 13 | 13 |
| Goiás            | 13 | 4  | 2  | 4  | 8  | 11 | 13 | 15 | 15 | 17 | 16 | 14 | 16 | 16 | 17 | 17 | 17 | 18 | 17 | 16 | 17 | 16 | 17 | 14 | 15 | 17 | 16 | 16 | 17 | 18 | 18 | 18 | 17 | 17 | 18 | 19 | 19 | 19 |
| Grêmio           | 7  | 18 | 11 | 13 | 9  | 12 | 7  | 6  | 5  | 4  | 2  | 3  | 4  | 5  | 6  | 8  | 3  | 3  | 3  | 3  | 3  | 3  | 3  | 3  | 3  | 3  | 3  | 3  | 3  | 3  | 3  | 3  | 3  | 3  | 3  | 3  | 3  | 3  |
| Internacional    | 20 | 12 | 12 | 14 | 13 | 10 | 14 | 13 | 10 | 11 | 14 | 16 | 12 | 10 | 10 | 10 | 12 | 11 | 11 | 10 | 12 | 11 | 11 | 10 | 9  | 8  | 7  | 8  | 8  | 8  | 7  | 6  | 6  | 6  | 6  | 5  | 5  | 5  |
| Joinville        | 18 | 17 | 20 | 20 | 20 | 20 | 20 | 19 | 20 | 20 | 20 | 20 | 20 | 20 | 20 | 18 | 18 | 17 | 19 | 19 | 19 | 19 | 19 | 19 | 19 | 19 | 20 | 20 | 20 | 20 | 19 | 19 | 19 | 20 | 20 | 20 | 20 | 20 |
| Palmeiras        | 10 | 13 | 16 | 11 | 12 | 15 | 12 | 14 | 11 | 9  | 7  | 6  | 7  | 6  | 3  | 6  | 7  | 8  | 5  | 5  | 4  | 6  | 7  | 8  | 6  | 6  | 4  | 4  | 6  | 6  | 5  | 8  | 9  | 9  | 10 | 10 | 11 | 9  |
| Ponte Preta      | 8  | 5  | 7  | 3  | 2  | 3  | 5  | 8  | 8  | 8  | 10 | 10 | 10 | 11 | 12 | 13 | 10 | 10 | 10 | 12 | 13 | 13 | 14 | 15 | 12 | 12 | 10 | 9  | 9  | 9  | 8  | 9  | 7  | 8  | 9  | 9  | 10 | 11 |
| Santos           | 12 | 6  | 10 | 12 | 14 | 16 | 17 | 12 | 14 | 16 | 17 | 17 | 17 | 17 | 15 | 15 | 14 | 13 | 12 | 11 | 9  | 8  | 8  | 7  | 8  | 7  | 8  | 5  | 4  | 4  | 4  | 4  | 4  | 4  | 5  | 6  | 7  | 7  |
| São Paulo        | 4  | 10 | 4  | 6  | 5  | 2  | 1  | 2  | 4  | 7  | 8  | 7  | 5  | 7  | 5  | 7  | 8  | 4  | 6  | 6  | 5  | 5  | 4  | 5  | 5  | 4  | 5  | 6  | 5  | 5  | 6  | 5  | 5  | 5  | 4  | 4  | 4  | 4  |
| Sport Recife     | 1  | 3  | 1  | 2  | 3  | 4  | 3  | 1  | 1  | 1  | 3  | 5  | 6  | 4  | 4  | 4  | 5  | 6  | 7  | 7  | 8  | 10 | 10 | 11 | 10 | 10 | 11 | 10 | 10 | 10 | 9  | 7  | 8  | 7  | 7  | 7  | 6  | 6  |
| Vasco da Gama    | 14 | 14 | 15 | 17 | 18 | 19 | 19 | 20 | 19 | 18 | 18 | 19 | 19 | 18 | 18 | 19 | 19 | 20 | 20 | 20 | 20 | 20 | 20 | 20 | 20 | 20 | 19 | 19 | 19 | 19 | 20 | 20 | 20 | 19 | 19 | 18 | 18 | 18 |

## Resultados
Los horarios corresponden al huso horario UTC-3 hasta el 18 de octubre y a partir del 19 de octubre al UTC-2 de América Latina oriental.

### Primera rueda
| Palmeiras           | 2 - 2 | Atlético Mineiro | Allianz Parque   | 9 de mayo  | 18:30 |
| Chapecoense         | 2 - 1 | Coritiba         | Arena Condá      | 9 de mayo  | 18:30 |
| Fluminense          | 1 - 0 | Joinville        | Maracaná         | 9 de mayo  | 21:00 |
| Grêmio              | 3 - 3 | Ponte Preta      | Arena do Grêmio  | 10 de mayo | 11:00 |
| São Paulo           | 2 - 1 | Flamengo         | Morumbi          | 10 de mayo | 16:00 |
| Cruzeiro            | 0 - 1 | Corinthians      | Arena Pantanal   | 10 de mayo | 16:00 |
| Atlético Paranaense | 3 - 0 | Internacional    | Arena da Baixada | 10 de mayo | 16:00 |
| Sport               | 4 - 1 | Figueirense      | Ilha do Retiro   | 10 de mayo | 16:00 |
| Vasco da Gama       | 0 - 0 | Goiás            | São Januário     | 10 de mayo | 18:30 |
| Avaí                | 1 - 1 | Santos           | Ressacada        | 10 de mayo | 18:30 |

| Coritiba         | 2 - 0 | Grêmio              | Couto Pereira     | 16 de mayo | 18:30 |
| Goiás            | 2 - 0 | Atlético Paranaense | Serra Dourada     | 16 de mayo | 18:30 |
| Corinthians      | 1 - 0 | Chapecoense         | Fonte Luminosa    | 16 de mayo | 21:00 |
| Figueirense      | 0 - 0 | Vasco da Gama       | Orlando Scarpelli | 17 de mayo | 11:00 |
| Santos           | 1 - 0 | Cruzeiro            | Vila Belmiro      | 17 de mayo | 16:00 |
| Atlético Mineiro | 4 - 1 | Fluminense          | Mané Garrincha    | 17 de mayo | 16:00 |
| Flamengo         | 2 - 2 | Sport               | Maracaná          | 17 de mayo | 16:00 |
| Joinville        | 0 - 0 | Palmeiras           | Arena Joinville   | 17 de mayo | 18:30 |
| Ponte Preta      | 1 - 0 | São Paulo           | Moisés Lucarelli  | 17 de mayo | 18:30 |
| Internacional    | 1 - 0 | Avaí                | Beira-Rio         | 17 de mayo | 18:30 |

| São Paulo           | 3 - 0 | Joinville        | Morumbi          | 23 de mayo | 18:30 |
| Vasco da Gama       | 1 - 1 | Internacional    | São Januário     | 23 de mayo | 18:30 |
| Grêmio              | 1 - 0 | Figueirense      | Arena do Grêmio  | 23 de mayo | 21:00 |
| Palmeiras           | 0 - 1 | Goiás            | Allianz Parque   | 24 de mayo | 11:00 |
| Fluminense          | 0 - 0 | Corinthians      | Maracaná         | 24 de mayo | 16:00 |
| Avaí                | 2 - 1 | Flamengo         | Ressacada        | 24 de mayo | 16:00 |
| Atlético Paranaense | 1 - 0 | Atlético Mineiro | Arena da Baixada | 24 de mayo | 16:00 |
| Chapecoense         | 1 - 0 | Santos           | Arena Condá      | 24 de mayo | 16:00 |
| Cruzeiro            | 1 - 1 | Ponte Preta      | Mineirão         | 24 de mayo | 18:30 |
| Sport               | 1 - 0 | Coritiba         | Ilha do Retiro   | 24 de mayo | 18:30 |

| Ponte Preta      | 3 - 1 | Chapecoense         | Moisés Lucarelli  | 30 de mayo | 18:30 |
| Coritiba         | 1 - 2 | Avaí                | Couto Pereira     | 30 de mayo | 18:30 |
| Joinville        | 1 - 2 | Atlético Paranaense | Arena Joinville   | 30 de mayo | 21:00 |
| Santos           | 2 - 2 | Sport               | Vila Belmiro      | 31 de mayo | 11:00 |
| Corinthians      | 0 - 2 | Palmeiras           | Arena Corinthians | 31 de mayo | 16:00 |
| Internacional    | 0 - 0 | São Paulo           | Beira-Rio         | 31 de mayo | 16:00 |
| Atlético Mineiro | 3 - 0 | Vasco da Gama       | Independência     | 31 de mayo | 16:00 |
| Goiás            | 1 - 1 | Grêmio              | Serra Dourada     | 31 de mayo | 16:00 |
| Flamengo         | 2 - 3 | Fluminense          | Maracaná          | 31 de mayo | 18:30 |
| Figueirense      | 2 - 1 | Cruzeiro            | Orlando Scarpelli | 31 de mayo | 18:30 |

| Vasco da Gama       | 0 - 3 | Ponte Preta      | São Januário     | 3 de junio | 19:30 |
| Atlético Paranaense | 1 - 0 | Figueirense      | Arena da Baixada | 3 de junio | 19:30 |
| Chapecoense         | 2 - 0 | Joinville        | Arena Condá      | 3 de junio | 19:30 |
| São Paulo           | 3 - 2 | Santos           | Morumbi          | 3 de junio | 21:00 |
| Grêmio              | 3 - 1 | Corinthians      | Arena do Grêmio  | 3 de junio | 22:00 |
| Cruzeiro            | 1 - 0 | Flamengo         | Mineirão         | 3 de junio | 22:00 |
| Avaí                | 1 - 4 | Atlético Mineiro | Ressacada        | 3 de junio | 22:00 |
| Fluminense          | 2 - 0 | Coritiba         | Maracaná         | 4 de junio | 16:00 |
| Sport               | 1 - 0 | Goiás            | Ilha do Retiro   | 4 de junio | 21:00 |
| Palmeiras           | 1 - 1 | Internacional    | Allianz Parque   | 4 de junio | 21:00 |

| Santos              | 2 - 2 | Ponte Preta   | Vila Belmiro      | 6 de junio | 18:30 |
| Flamengo            | 1 - 0 | Chapecoense   | Maracaná          | 6 de junio | 18:30 |
| Atlético Mineiro    | 1 - 3 | Cruzeiro      | Independência     | 6 de junio | 18:30 |
| São Paulo           | 2 - 0 | Grêmio        | Morumbi           | 6 de junio | 22:00 |
| Atlético Paranaense | 2 - 0 | Vasco da Gama | Arena da Baixada  | 6 de junio | 22:00 |
| Joinville           | 0 - 1 | Corinthians   | Arena Joinville   | 6 de junio | 22:00 |
| Internacional       | 2 - 0 | Coritiba      | Beira-Rio         | 7 de junio | 11:00 |
| Fluminense          | 0 - 0 | Sport         | Maracaná          | 7 de junio | 19:30 |
| Figueirense         | 2 - 1 | Palmeiras     | Orlando Scarpelli | 7 de junio | 19:30 |
| Goiás               | 0 - 1 | Avaí          | Serra Dourada     | 7 de junio | 19:30 |

| Atlético Mineiro | 2 - 2 | Santos              | Independência     | 10 de junio | 19:30 |
| Corinthians      | 2 - 1 | Internacional       | Arena Corinthians | 13 de junio | 16:30 |
| Coritiba         | 0 - 1 | Flamengo            | Couto Pereira     | 13 de junio | 16:30 |
| Chapecoense      | 0 - 1 | São Paulo           | Arena Condá       | 13 de junio | 16:30 |
| Vasco da Gama    | 1 - 3 | Cruzeiro            | São Januário      | 13 de junio | 21:00 |
| Sport            | 2 - 1 | Joinville           | Ilha do Retiro    | 13 de junio | 21:00 |
| Ponte Preta      | 0 - 0 | Goiás               | Moisés Lucarelli  | 14 de junio | 11:00 |
| Palmeiras        | 2 - 1 | Fluminense          | Allianz Parque    | 14 de junio | 16:00 |
| Grêmio           | 2 - 1 | Atlético Paranaense | Arena do Grêmio   | 14 de junio | 16:00 |
| Avaí             | 1 - 1 | Figueirense         | Ressacada         | 14 de junio | 16:00 |

| Figueirense         | 0 - 0 | Internacional    | Orlando Scarpelli | 18 de junio | 21:00 |
| Santos              | 1 - 0 | Corinthians      | Vila Belmiro      | 20 de junio | 16:30 |
| Flamengo            | 0 - 2 | Atlético Mineiro | Maracaná          | 20 de junio | 16:30 |
| Sport               | 2 - 1 | Vasco da Gama    | Ilha do Retiro    | 20 de junio | 16:30 |
| Grêmio              | 1 - 0 | Palmeiras        | Arena do Grêmio   | 20 de junio | 21:00 |
| Cruzeiro            | 0 - 1 | Chapecoense      | Mineirão          | 21 de junio | 11:00 |
| Atlético Paranaense | 2 - 2 | Coritiba         | Arena da Baixada  | 21 de junio | 16:00 |
| São Paulo           | 1 - 1 | Avaí             | Morumbi           | 21 de junio | 16:00 |
| Joinville           | 2 - 1 | Goiás            | Arena Joinville   | 21 de junio | 16:00 |
| Fluminense          | 2 - 0 | Ponte Preta      | Maracaná          | 24 de junio | 19:30 |

| Avaí             | 1 - 2 | Grêmio              | Ressacada         | 27 de junio | 16:00 |
| Chapecoense      | 1 - 1 | Sport               | Arena Condá       | 27 de junio | 16:00 |
| Corinthians      | 2 - 1 | Figueirense         | Arena Corinthians | 27 de junio | 21:00 |
| Atlético Mineiro | 1 - 0 | Joinville           | Mineirão          | 28 de junio | 11:00 |
| Palmeiras        | 4 - 0 | São Paulo           | Allianz Parque    | 28 de junio | 16:00 |
| Coritiba         | 1 - 0 | Cruzeiro            | Couto Pereira     | 28 de junio | 16:00 |
| Goiás            | 1 - 2 | Fluminense          | Serra Dourada     | 28 de junio | 16:00 |
| Ponte Preta      | 2 - 1 | Atlético Paranaense | Moisés Lucarelli  | 28 de junio | 16:00 |
| Vasco da Gama    | 1 - 0 | Flamengo            | Arena Pantanal    | 28 de junio | 18:30 |
| Internacional    | 1 - 0 | Santos              | Beira-Rio         | 28 de junio | 18:30 |

| Sport               | 3 - 0 | Internacional | Ilha do Retiro    | 1 de julio | 19:30 |
| Vasco da Gama       | 1 - 0 | Avaí          | São Januário      | 1 de julio | 19:30 |
| Atlético Mineiro    | 2 - 0 | Coritiba      | Independência     | 1 de julio | 21:00 |
| Palmeiras           | 2 - 0 | Chapecoense   | Allianz Parque    | 1 de julio | 21:00 |
| Grêmio              | 1 - 0 | Cruzeiro      | Arena do Grêmio   | 1 de julio | 22:00 |
| Atlético Paranaense | 2 - 1 | São Paulo     | Arena da Baixada  | 1 de julio | 22:00 |
| Joinville           | 0 - 1 | Flamengo      | Arena Joinville   | 1 de julio | 22:00 |
| Corinthians         | 2 - 0 | Ponte Preta   | Arena Corinthians | 2 de julio | 19:30 |
| Figueirense         | 3 - 1 | Goiás         | Orlando Scarpelli | 2 de julio | 19:30 |
| Fluminense          | 2 - 1 | Santos        | Maracaná          | 2 de julio | 21:00 |

| Coritiba      | 0 - 0 | Joinville           | Couto Pereira    | 4 de julio | 15:00 |
| Chapecoense   | 1 - 0 | Vasco da Gama       | Arena Condá      | 4 de julio | 21:00 |
| Cruzeiro      | 2 - 0 | Atlético Paranaense | Mineirão         | 4 de julio | 21:00 |
| Avaí          | 2 - 2 | Sport               | Ressacada        | 5 de julio | 11:00 |
| Santos        | 1 - 3 | Grêmio              | Vila Belmiro     | 5 de julio | 16:00 |
| São Paulo     | 0 - 0 | Fluminense          | Morumbi          | 5 de julio | 16:00 |
| Goiás         | 0 - 0 | Corinthians         | Serra Dourada    | 5 de julio | 16:00 |
| Internacional | 1 - 3 | Atlético Mineiro    | Beira-Rio        | 5 de julio | 18:30 |
| Ponte Preta   | 0 - 2 | Palmeiras           | Moisés Lucarelli | 5 de julio | 18:30 |
| Flamengo      | 1 - 2 | Figueirense         | Maracaná         | 5 de julio | 18:30 |

| Goiás            | 4 - 1 | Santos              | Serra Dourada     | 8 de julio | 19:30 |
| Coritiba         | 0 - 0 | Ponte Preta         | Couto Pereira     | 8 de julio | 19:30 |
| Chapecoense      | 1 - 0 | Grêmio              | Arena Condá       | 8 de julio | 19:30 |
| Palmeiras        | 3 - 0 | Avaí                | Allianz Parque    | 8 de julio | 21:00 |
| Figueirense      | 0 - 2 | Joinville           | Orlando Scarpelli | 8 de julio | 21:00 |
| Vasco da Gama    | 0 - 4 | São Paulo           | Mané Garrincha    | 8 de julio | 22:00 |
| Internacional    | 1 - 2 | Flamengo            | Beira-Rio         | 8 de julio | 22:00 |
| Atlético Mineiro | 2 - 1 | Sport               | Mineirão          | 8 de julio | 22:00 |
| Corinthians      | 2 - 0 | Atlético Paranaense | Arena Corinthians | 9 de julio | 19:30 |
| Fluminense       | 1 - 0 | Cruzeiro            | Maracaná          | 9 de julio | 21:00 |

| Grêmio              | 2 - 0 | Vasco da Gama    | Arena do Grêmio  | 11 de julio | 18:30 |
| Santos              | 3 - 0 | Figueirense      | Vila Belmiro     | 11 de julio | 18:30 |
| Ponte Preta         | 0 - 2 | Atlético Mineiro | Moisés Lucarelli | 11 de julio | 21:00 |
| São Paulo           | 3 - 1 | Coritiba         | Morumbi          | 12 de julio | 11:00 |
| Flamengo            | 0 - 3 | Corinthians      | Maracaná         | 12 de julio | 16:00 |
| Cruzeiro            | 1 - 0 | Goiás            | Mineirão         | 12 de julio | 16:00 |
| Atlético Paranaense | 1 - 2 | Fluminense       | Arena da Baixada | 12 de julio | 16:00 |
| Joinville           | 0 - 2 | Internacional    | Arena Joinville  | 12 de julio | 16:00 |
| Sport               | 2 - 2 | Palmeiras        | Ilha do Retiro   | 12 de julio | 18:30 |
| Avaí                | 2 - 1 | Chapecoense      | Ressacada        | 12 de julio | 18:30 |

| Flamengo            | 1 - 0 | Grêmio           | Maracaná          | 18 de julio | 18:30 |
| Internacional       | 2 - 1 | Goiás            | Beira-Rio         | 18 de julio | 18:30 |
| Corinthians         | 1 - 0 | Atlético Mineiro | Arena Corinthians | 18 de julio | 21:00 |
| Atlético Paranaense | 1 - 0 | Chapecoense      | Arena da Baixada  | 19 de julio | 11:00 |
| Palmeiras           | 1 - 0 | Santos           | Allianz Parque    | 19 de julio | 16:00 |
| Fluminense          | 1 - 2 | Vasco da Gama    | Maracaná          | 19 de julio | 16:00 |
| Sport               | 2 - 0 | São Paulo        | Arena Pernambuco  | 19 de julio | 16:00 |
| Figueirense         | 0 - 0 | Coritiba         | Orlando Scarpelli | 19 de julio | 16:00 |
| Cruzeiro            | 1 - 1 | Avaí             | Mineirão          | 19 de julio | 18:30 |
| Joinville           | 1 - 1 | Ponte Preta      | Arena Joinville   | 19 de julio | 18:30 |

| Avaí             | 1 - 2 | Atlético Paranaense | Ressacada        | 25 de julio | 18:30 |
| Grêmio           | 1 - 1 | Sport               | Arena do Grêmio  | 25 de julio | 19:30 |
| Atlético Mineiro | 1 - 0 | Figueirense         | Independência    | 25 de julio | 21:00 |
| Chapecoense      | 2 - 1 | Fluminense          | Arena Condá      | 26 de julio | 11:00 |
| Santos           | 2 - 0 | Joinville           | Vila Belmiro     | 26 de julio | 11:00 |
| São Paulo        | 1 - 0 | Cruzeiro            | Morumbi          | 26 de julio | 16:00 |
| Ponte Preta      | 0 - 0 | Internacional       | Moisés Lucarelli | 26 de julio | 16:00 |
| Goiás            | 0 - 1 | Flamengo            | Serra Dourada    | 26 de julio | 16:00 |
| Coritiba         | 1 - 1 | Corinthians         | Couto Pereira    | 26 de julio | 16:00 |
| Vasco da Gama    | 1 - 4 | Palmeiras           | São Januário     | 26 de julio | 18:30 |

| Atlético Mineiro | 3 - 1 | São Paulo           | Mineirão          | 29 de julio | 22:00 |
| Corinthians      | 3 - 0 | Vasco da Gama       | Arena Corinthians | 29 de julio | 22:00 |
| Fluminense       | 1 - 0 | Grêmio              | Maracaná          | 1 de agosto | 18:30 |
| Palmeiras        | 0 - 1 | Atlético Paranaense | Allianz Parque    | 2 de agosto | 11:00 |
| Coritiba         | 1 - 1 | Goiás               | Couto Pereira     | 2 de agosto | 11:00 |
| Flamengo         | 2 - 2 | Santos              | Maracaná          | 2 de agosto | 16:00 |
| Internacional    | 0 - 0 | Chapecoense         | Beira-Rio         | 2 de agosto | 16:00 |
| Joinville        | 2 - 0 | Avaí                | Arena Joinville   | 2 de agosto | 16:00 |
| Figueirense      | 3 - 1 | Ponte Preta         | Orlando Scarpelli | 2 de agosto | 16:00 |
| Sport            | 0 - 0 | Cruzeiro            | Arena Pernambuco  | 2 de agosto | 18:30 |

| Avaí                | 1 - 0 | Fluminense       | Ressacada        | 8 de agosto | 18:30 |
| Santos              | 3 - 0 | Coritiba         | Vila Belmiro     | 8 de agosto | 21:00 |
| Vasco da Gama       | 0 - 0 | Joinville        | Maracaná         | 9 de agosto | 11:00 |
| Atlético Paranaense | 1 - 1 | Sport            | Arena da Baixada | 9 de agosto | 11:00 |
| São Paulo           | 1 - 1 | Corinthians      | Morumbi          | 9 de agosto | 16:00 |
| Cruzeiro            | 2 - 1 | Palmeiras        | Mineirão         | 9 de agosto | 16:00 |
| Goiás               | 0 - 0 | Atlético Mineiro | Serra Dourada    | 9 de agosto | 16:00 |
| Ponte Preta         | 1 - 0 | Flamengo         | Moisés Lucarelli | 9 de agosto | 16:00 |
| Grêmio              | 5 - 0 | Internacional    | Arena do Grêmio  | 9 de agosto | 18:30 |
| Chapecoense         | 2 - 2 | Figueirense      | Arena Condá      | 9 de agosto | 18:30 |

| Coritiba         | 2 - 1 | Palmeiras           | Couto Pereira     | 12 de agosto | 19:30 |
| Flamengo         | 3 - 2 | Atlético Paranaense | Maracaná          | 12 de agosto | 19:30 |
| Santos           | 1 - 0 | Vasco da Gama       | Vila Belmiro      | 12 de agosto | 21:00 |
| Goiás            | 0 - 0 | Chapecoense         | Serra Dourada     | 12 de agosto | 21:00 |
| Internacional    | 1 - 0 | Fluminense          | Beira-Rio         | 12 de agosto | 22:00 |
| Corinthians      | 4 - 3 | Sport               | Arena Corinthians | 12 de agosto | 22:00 |
| Figueirense      | 0 - 2 | São Paulo           | Orlando Scarpelli | 12 de agosto | 22:00 |
| Ponte Preta      | 2 - 0 | Avaí                | Moisés Lucarelli  | 13 de agosto | 19:30 |
| Atlético Mineiro | 0 - 2 | Grêmio              | Mineirão          | 13 de agosto | 21:00 |
| Joinville        | 3 - 0 | Cruzeiro            | Arena Joinville   | 13 de agosto | 21:00 |

| Atlético Paranaense | 0 - 0 | Santos           | Arena da Baixada | 15 de agosto | 18:30 |
| Vasco da Gama       | 0 - 1 | Coritiba         | Maracaná         | 15 de agosto | 18:30 |
| São Paulo           | 0 - 3 | Goiás            | Morumbi          | 15 de agosto | 21:00 |
| Palmeiras           | 4 - 2 | Flamengo         | Allianz Parque   | 16 de agosto | 11:00 |
| Cruzeiro            | 0 - 0 | Internacional    | Mineirão         | 16 de agosto | 16:00 |
| Fluminense          | 2 - 1 | Figueirense      | Maracaná         | 16 de agosto | 16:00 |
| Avaí                | 1 - 2 | Corinthians      | Ressacada        | 16 de agosto | 16:00 |
| Sport               | 1 - 1 | Ponte Preta      | Ilha do Retiro   | 16 de agosto | 16:00 |
| Chapecoense         | 2 - 1 | Atlético Mineiro | Arena Condá      | 16 de agosto | 18:30 |
| Grêmio              | 2 - 1 | Joinville        | Arena do Grêmio  | 16 de agosto | 18:30 |

### Segunda rueda
| Santos           | 5 - 2 | Avaí                | Vila Belmiro      | 22 de agosto | 18:30 |
| Goiás            | 3 - 0 | Vasco da Gama       | Serra Dourada     | 22 de agosto | 18:30 |
| Figueirense      | 2 - 1 | Sport               | Orlando Scarpelli | 22 de agosto | 21:00 |
| Ponte Preta      | 0 - 0 | Grêmio              | Moisés Lucarelli  | 23 de agosto | 11:00 |
| Coritiba         | 1 - 0 | Chapecoense         | Couto Pereira     | 23 de agosto | 11:00 |
| Flamengo         | 2 - 1 | São Paulo           | Maracaná          | 23 de agosto | 16:00 |
| Corinthians      | 3 - 0 | Cruzeiro            | Arena Corinthians | 23 de agosto | 16:00 |
| Internacional    | 2 - 0 | Atlético Paranaense | Beira-Rio         | 23 de agosto | 16:00 |
| Joinville        | 2 - 1 | Fluminense          | Arena Joinville   | 23 de agosto | 16:00 |
| Atlético Mineiro | 2 - 1 | Palmeiras           | Independência     | 23 de agosto | 18:30 |

| Vasco da Gama       | 0 - 1 | Figueirense      | São Januário     | 29 de agosto | 18:30 |
| São Paulo           | 3 - 0 | Ponte Preta      | Morumbi          | 29 de agosto | 21:00 |
| Grêmio              | 0 - 0 | Coritiba         | Arena do Grêmio  | 30 de agosto | 11:00 |
| Avaí                | 3 - 0 | Internacional    | Ressacada        | 30 de agosto | 11:00 |
| Fluminense          | 1 - 2 | Atlético Mineiro | Maracaná         | 30 de agosto | 16:00 |
| Sport               | 0 - 1 | Flamengo         | Arena Pernambuco | 30 de agosto | 16:00 |
| Palmeiras           | 3 - 2 | Joinville        | Allianz Parque   | 30 de agosto | 16:00 |
| Chapecoense         | 1 - 3 | Corinthians      | Arena Condá      | 30 de agosto | 16:00 |
| Cruzeiro            | 0 - 1 | Santos           | Mineirão         | 30 de agosto | 18:30 |
| Atlético Paranaense | 3 - 0 | Goiás            | Arena da Baixada | 30 de agosto | 18:30 |

| Internacional    | 6 - 0 | Vasco da Gama       | Beira-Rio         | 2 de septiembre | 19:30 |
| Ponte Preta      | 1 - 2 | Cruzeiro            | Moisés Lucarelli  | 2 de septiembre | 19:30 |
| Joinville        | 0 - 0 | São Paulo           | Arena Joinville   | 2 de septiembre | 19:30 |
| Atlético Mineiro | 0 - 1 | Atlético Paranaense | Independência     | 2 de septiembre | 21:00 |
| Flamengo         | 3 - 0 | Avaí                | Arena das Dunas   | 2 de septiembre | 21:00 |
| Corinthians      | 2 - 0 | Fluminense          | Arena Corinthians | 2 de septiembre | 22:00 |
| Goiás            | 1 - 0 | Palmeiras           | Serra Dourada     | 2 de septiembre | 22:00 |
| Coritiba         | 0 - 0 | Sport               | Couto Pereira     | 2 de septiembre | 22:00 |
| Santos           | 3 - 1 | Chapecoense         | Vila Belmiro      | 3 de septiembre | 19:30 |
| Figueirense      | 0 - 2 | Grêmio              | Orlando Scarpelli | 3 de septiembre | 21:00 |

| São Paulo           | 2 - 0 | Internacional    | Morumbi          | 5 de septiembre | 19:30 |
| Vasco da Gama       | 1 - 2 | Atlético Mineiro | Maracaná         | 5 de septiembre | 19:30 |
| Atlético Paranaense | 0 - 0 | Joinville        | Arena da Baixada | 5 de septiembre | 21:00 |
| Cruzeiro            | 5 - 1 | Figueirense      | Mineirão         | 6 de septiembre | 11:00 |
| Chapecoense         | 0 - 0 | Ponte Preta      | Arena Condá      | 6 de septiembre | 11:00 |
| Palmeiras           | 3 - 3 | Corinthians      | Allianz Parque   | 6 de septiembre | 16:00 |
| Fluminense          | 1 - 3 | Flamengo         | Maracaná         | 6 de septiembre | 16:00 |
| Grêmio              | 2 - 1 | Goiás            | Arena do Grêmio  | 6 de septiembre | 16:00 |
| Avaí                | 0 - 2 | Coritiba         | Ressacada        | 6 de septiembre | 16:00 |
| Sport               | 1 - 1 | Santos           | Ilha do Retiro   | 6 de septiembre | 18:30 |

| Internacional    | 1 - 0 | Palmeiras           | Beira-Rio         | 9 de septiembre  | 19:30 |
| Ponte Preta      | 0 - 1 | Vasco da Gama       | Moisés Lucarelli  | 9 de septiembre  | 19:30 |
| Atlético Mineiro | 2 - 0 | Avaí                | Independência     | 9 de septiembre  | 19:30 |
| Figueirense      | 1 - 1 | Atlético Paranaense | Orlando Scarpelli | 9 de septiembre  | 21:00 |
| Santos           | 3 - 0 | São Paulo           | Vila Belmiro      | 9 de septiembre  | 22:00 |
| Corinthians      | 1 - 1 | Grêmio              | Arena Corinthians | 9 de septiembre  | 22:00 |
| Coritiba         | 1 - 1 | Fluminense          | Couto Pereira     | 9 de septiembre  | 22:00 |
| Goiás            | 1 - 0 | Sport               | Serra Dourada     | 10 de septiembre | 19:30 |
| Flamengo         | 2 - 0 | Cruzeiro            | Maracaná          | 10 de septiembre | 21:00 |
| Joinville        | 0 - 0 | Chapecoense         | Arena Joinville   | 10 de septiembre | 21:00 |

| Coritiba      | 0 - 1 | Internacional       | Couto Pereira     | 12 de septiembre | 18:30 |
| Palmeiras     | 2 - 0 | Figueirense         | Allianz Parque    | 12 de septiembre | 21:00 |
| Ponte Preta   | 3 - 1 | Santos              | Moisés Lucarelli  | 13 de septiembre | 11:00 |
| Corinthians   | 3 - 0 | Joinville           | Arena Corinthians | 13 de septiembre | 11:00 |
| Cruzeiro      | 1 - 1 | Atlético Mineiro    | Mineirão          | 13 de septiembre | 16:00 |
| Grêmio        | 1 - 2 | São Paulo           | Arena do Grêmio   | 13 de septiembre | 16:00 |
| Vasco da Gama | 2 - 0 | Atlético Paranaense | Maracaná          | 13 de septiembre | 16:00 |
| Chapecoense   | 1 - 3 | Flamengo            | Arena Condá       | 13 de septiembre | 16:00 |
| Sport         | 1 - 0 | Fluminense          | Arena Pernambuco  | 13 de septiembre | 18:30 |
| Avaí          | 2 - 1 | Goiás               | Ressacada         | 13 de septiembre | 18:30 |

| Fluminense          | 1 - 4 | Palmeiras        | Maracaná          | 16 de septiembre | 19:30 |
| Goiás               | 1 - 2 | Ponte Preta      | Serra Dourada     | 16 de septiembre | 19:30 |
| Joinville           | 1 - 1 | Sport            | Arena Joinville   | 16 de septiembre | 19:30 |
| Atlético Paranaense | 1 - 2 | Grêmio           | Couto Pereira     | 16 de septiembre | 21:00 |
| Figueirense         | 0 - 1 | Avaí             | Orlando Scarpelli | 16 de septiembre | 21:00 |
| Santos              | 4 - 0 | Atlético Mineiro | Vila Belmiro      | 16 de septiembre | 22:00 |
| Internacional       | 2 - 1 | Corinthians      | Beira-Rio         | 16 de septiembre | 22:00 |
| Cruzeiro            | 2 - 2 | Vasco da Gama    | Mineirão          | 16 de septiembre | 22:00 |
| São Paulo           | 0 - 0 | Chapecoense      | Morumbi           | 17 de septiembre | 19:30 |
| Flamengo            | 0 - 2 | Coritiba         | Mané Garrincha    | 17 de septiembre | 21:00 |

| Palmeiras        | 3 - 2 | Grêmio              | Pacaembu          | 19 de septiembre | 18:30 |
| Internacional    | 1 - 1 | Figueirense         | Beira-Rio         | 19 de septiembre | 18:30 |
| Ponte Preta      | 3 - 1 | Fluminense          | Moisés Lucarelli  | 19 de septiembre | 21:00 |
| Corinthians      | 2 - 0 | Santos              | Arena Corinthians | 20 de septiembre | 11:00 |
| Goiás            | 3 - 0 | Joinville           | Serra Dourada     | 20 de septiembre | 11:00 |
| Atlético Mineiro | 4 - 1 | Flamengo            | Independência     | 20 de septiembre | 16:00 |
| Vasco da Gama    | 2 - 1 | Sport               | Maracaná          | 20 de septiembre | 16:00 |
| Avaí             | 2 - 1 | São Paulo           | Ressacada         | 20 de septiembre | 16:00 |
| Coritiba         | 2 - 0 | Atlético Paranaense | Couto Pereira     | 20 de septiembre | 18:30 |
| Chapecoense      | 0 - 2 | Cruzeiro            | Arena Condá       | 20 de septiembre | 18:30 |

| Fluminense          | 2 - 0 | Goiás            | Maracaná          | 26 de septiembre | 18:30 |
| Grêmio              | 3 - 1 | Avaí             | Arena do Grêmio   | 26 de septiembre | 21:00 |
| Santos              | 3 - 1 | Internacional    | Vila Belmiro      | 27 de septiembre | 11:00 |
| Atlético Paranaense | 1 - 2 | Ponte Preta      | Arena da Baixada  | 27 de septiembre | 11:00 |
| Flamengo            | 1 - 2 | Vasco da Gama    | Maracaná          | 27 de septiembre | 16:00 |
| São Paulo           | 1 - 1 | Palmeiras        | Morumbi           | 27 de septiembre | 16:00 |
| Figueirense         | 1 - 3 | Corinthians      | Orlando Scarpelli | 27 de septiembre | 16:00 |
| Joinville           | 2 - 2 | Atlético Mineiro | Arena Joinville   | 27 de septiembre | 16:00 |
| Cruzeiro            | 2 - 0 | Coritiba         | Mineirão          | 27 de septiembre | 18:30 |
| Sport               | 3 - 0 | Chapecoense      | Ilha do Retiro    | 27 de septiembre | 18:30 |

| Coritiba      | 0 - 3 | Atlético Mineiro    | Couto Pereira    | 3 de octubre | 18:30 |
| Internacional | 2 - 1 | Sport               | Beira-Rio        | 3 de octubre | 18:30 |
| São Paulo     | 1 - 0 | Atlético Paranaense | Morumbi          | 3 de octubre | 21:00 |
| Avaí          | 1 - 1 | Vasco da Gama       | Ressacada        | 4 de octubre | 11:00 |
| Flamengo      | 2 - 0 | Joinville           | Maracaná         | 4 de octubre | 11:00 |
| Santos        | 3 - 1 | Fluminense          | Vila Belmiro     | 4 de octubre | 16:00 |
| Cruzeiro      | 0 - 0 | Grêmio              | Mineirão         | 4 de octubre | 16:00 |
| Ponte Preta   | 2 - 2 | Corinthians         | Moisés Lucarelli | 4 de octubre | 16:00 |
| Goiás         | 2 - 3 | Figueirense         | Serra Dourada    | 4 de octubre | 16:00 |
| Chapecoense   | 5 - 1 | Palmeiras           | Arena Condá      | 4 de octubre | 18:30 |

| Atlético Mineiro    | 2 - 1 | Internacional | Independência     | 14 de octubre | 19:30 |
| Sport               | 3 - 0 | Avaí          | Ilha do Retiro    | 14 de octubre | 19:30 |
| Palmeiras           | 0 - 1 | Ponte Preta   | Allianz Parque    | 14 de octubre | 21:00 |
| Figueirense         | 3 - 0 | Flamengo      | Orlando Scarpelli | 14 de octubre | 21:00 |
| Joinville           | 3 - 1 | Coritiba      | Arena Joinville   | 14 de octubre | 21:00 |
| Fluminense          | 2 - 0 | São Paulo     | Maracaná          | 14 de octubre | 22:00 |
| Atlético Paranaense | 2 - 2 | Cruzeiro      | Arena da Baixada  | 14 de octubre | 22:00 |
| Corinthians         | 3 - 0 | Goiás         | Arena Corinthians | 15 de octubre | 19:30 |
| Vasco da Gama       | 1 - 1 | Chapecoense   | Maracaná          | 15 de octubre | 19:30 |
| Grêmio              | 1 - 0 | Santos        | Arena do Grêmio   | 15 de octubre | 21:00 |

| Avaí                | 1 - 3 | Palmeiras        | Ressacada        | 17 de octubre | 18:30 |
| Joinville           | 1 - 0 | Figueirense      | Arena Joinville  | 17 de octubre | 21:00 |
| Cruzeiro            | 2 - 0 | Fluminense       | Mineirão         | 18 de octubre | 11:00 |
| Ponte Preta         | 3 - 0 | Coritiba         | Moisés Lucarelli | 18 de octubre | 11:00 |
| São Paulo           | 2 - 2 | Vasco da Gama    | Morumbi          | 18 de octubre | 16:00 |
| Flamengo            | 0 - 1 | Internacional    | Maracaná         | 18 de octubre | 16:00 |
| Atlético Paranaense | 1 - 4 | Corinthians      | Arena da Baixada | 18 de octubre | 16:00 |
| Santos              | 3 - 1 | Goiás            | Vila Belmiro     | 18 de octubre | 17:00 |
| Grêmio              | 2 - 3 | Chapecoense      | Arena do Grêmio  | 18 de octubre | 17:00 |
| Sport               | 4 - 1 | Atlético Mineiro | Ilha do Retiro   | 18 de octubre | 18:30 |

| Fluminense       | 0 - 1 | Atlético Paranaense | Maracaná          | 24 de octubre | 17:00 |
| Figueirense      | 0 - 0 | Santos              | Orlando Scarpelli | 24 de octubre | 18:30 |
| Internacional    | 1 - 0 | Joinville           | Beira-Rio         | 24 de octubre | 18:30 |
| Palmeiras        | 0 - 2 | Sport               | Pacaembu          | 24 de octubre | 21:00 |
| Vasco da Gama    | 0 - 0 | Grêmio              | Maracaná          | 25 de octubre | 16:00 |
| Corinthians      | 1 - 0 | Flamengo            | Arena Corinthians | 25 de octubre | 16:00 |
| Coritiba         | 1 - 2 | São Paulo           | Couto Pereira     | 25 de octubre | 16:00 |
| Chapecoense      | 0 - 0 | Avaí                | Arena Condá       | 25 de octubre | 16:00 |
| Goiás            | 0 - 1 | Cruzeiro            | Serra Dourada     | 25 de octubre | 17:00 |
| Atlético Mineiro | 2 - 1 | Ponte Preta         | Independência     | 25 de octubre | 18:30 |

| São Paulo        | 3 - 0 | Sport               | Morumbi          | 31 de octubre  | 17:00 |
| Avaí             | 1 - 1 | Cruzeiro            | Ressacada        | 31 de octubre  | 19:30 |
| Ponte Preta      | 1 - 0 | Joinville           | Moisés Lucarelli | 31 de octubre  | 19:30 |
| Coritiba         | 1 - 1 | Figueirense         | Couto Pereira    | 31 de octubre  | 21:00 |
| Atlético Mineiro | 0 - 3 | Corinthians         | Independência    | 1 de noviembre | 17:00 |
| Santos           | 2 - 1 | Palmeiras           | Vila Belmiro     | 1 de noviembre | 17:00 |
| Grêmio           | 2 - 0 | Flamengo            | Arena do Grêmio  | 1 de noviembre | 17:00 |
| Chapecoense      | 0 - 0 | Atlético Paranaense | Arena Condá      | 1 de noviembre | 17:00 |
| Vasco da Gama    | 0 - 1 | Fluminense          | Engenhão         | 1 de noviembre | 18:00 |
| Goiás            | 2 - 1 | Internacional       | Serra Dourada    | 1 de noviembre | 19:30 |

| Internacional       | 1 - 0 | Ponte Preta      | Beira-Rio         | 7 de noviembre | 17:00 |
| Corinthians         | 2 - 1 | Coritiba         | Arena Corinthians | 7 de noviembre | 19:30 |
| Atlético Paranaense | 2 - 1 | Avaí             | Arena da Baixada  | 7 de noviembre | 19:30 |
| Fluminense          | 2 - 3 | Chapecoense      | Maracaná          | 7 de noviembre | 21:00 |
| Cruzeiro            | 2 - 1 | São Paulo        | Mineirão          | 8 de noviembre | 17:00 |
| Palmeiras           | 0 - 2 | Vasco da Gama    | Allianz Parque    | 8 de noviembre | 17:00 |
| Flamengo            | 4 - 1 | Goiás            | Maracaná          | 8 de noviembre | 17:00 |
| Figueirense         | 0 - 1 | Atlético Mineiro | Orlando Scarpelli | 8 de noviembre | 17:00 |
| Joinville           | 0 - 0 | Santos           | Arena Joinville   | 8 de noviembre | 18:00 |
| Sport               | 1 - 0 | Grêmio           | Ilha do Retiro    | 8 de noviembre | 19:30 |

| Cruzeiro            | 3 - 0 | Sport            | Mineirão         | 15 de noviembre | 17:00 |
| Goiás               | 1 - 2 | Coritiba         | Serra Dourada    | 18 de noviembre | 19:30 |
| Atlético Paranaense | 3 - 3 | Palmeiras        | Arena da Baixada | 18 de noviembre | 21:00 |
| Ponte Preta         | 0 - 1 | Figueirense      | Moisés Lucarelli | 18 de noviembre | 21:00 |
| Avaí                | 2 - 1 | Joinville        | Ressacada        | 18 de noviembre | 21:00 |
| Grêmio              | 1 - 0 | Fluminense       | Arena do Grêmio  | 19 de noviembre | 19:30 |
| Chapecoense         | 1 - 0 | Internacional    | Arena Condá      | 19 de noviembre | 19:30 |
| Santos              | 0 - 0 | Flamengo         | Vila Belmiro     | 19 de noviembre | 22:00 |
| São Paulo           | 4 - 2 | Atlético Mineiro | Morumbi          | 19 de noviembre | 22:00 |
| Vasco da Gama       | 1 - 1 | Corinthians      | São Januário     | 19 de noviembre | 22:00 |

| Palmeiras        | 1 - 1 | Cruzeiro            | Allianz Parque    | 21 de noviembre | 19:30 |
| Corinthians      | 6 - 1 | São Paulo           | Arena Corinthians | 22 de noviembre | 17:00 |
| Internacional    | 1 - 0 | Grêmio              | Beira-Rio         | 22 de noviembre | 17:00 |
| Atlético Mineiro | 2 - 2 | Goiás               | Independência     | 22 de noviembre | 17:00 |
| Joinville        | 1 - 2 | Vasco da Gama       | Arena Joinville   | 22 de noviembre | 17:00 |
| Figueirense      | 0 - 0 | Chapecoense         | Orlando Scarpelli | 22 de noviembre | 17:00 |
| Flamengo         | 1 - 1 | Ponte Preta         | Mané Garrincha    | 22 de noviembre | 18:00 |
| Coritiba         | 1 - 0 | Santos              | Couto Pereira     | 22 de noviembre | 19:30 |
| Fluminense       | 3 - 1 | Avaí                | Kléber Andrade    | 22 de noviembre | 19:30 |
| Sport            | 0 - 0 | Atlético Paranaense | Ilha do Retiro    | 22 de noviembre | 19:30 |

| São Paulo           | 3 - 2 | Figueirense      | Morumbi          | 28 de noviembre | 17:00 |
| Fluminense          | 1 - 1 | Internacional    | Maracaná         | 28 de noviembre | 19:30 |
| Avaí                | 1 - 0 | Ponte Preta      | Ressacada        | 28 de noviembre | 21:00 |
| Grêmio              | 2 - 1 | Atlético Mineiro | Arena do Grêmio  | 29 de noviembre | 17:00 |
| Vasco da Gama       | 1 - 0 | Santos           | São Januário     | 29 de noviembre | 17:00 |
| Sport               | 2 - 0 | Corinthians      | Arena Pernambuco | 29 de noviembre | 17:00 |
| Cruzeiro            | 3 - 0 | Joinville        | Mineirão         | 29 de noviembre | 17:00 |
| Palmeiras           | 0 - 2 | Coritiba         | Allianz Parque   | 29 de noviembre | 18:00 |
| Chapecoense         | 1 - 3 | Goiás            | Arena Condá      | 29 de noviembre | 18:00 |
| Atlético Paranaense | 3 - 0 | Flamengo         | Arena da Baixada | 29 de noviembre | 19:30 |

| Corinthians      | 1 - 1 | Avaí                | Arena Corinthians | 6 de diciembre | 17:00 |
| Atlético Mineiro | 3 - 0 | Chapecoense         | Independência     | 6 de diciembre | 17:00 |
| Joinville        | 0 - 2 | Grêmio              | Arena Joinville   | 6 de diciembre | 17:00 |
| Flamengo         | 1 - 2 | Palmeiras           | Maracaná          | 6 de diciembre | 17:00 |
| Santos           | 5 - 1 | Atlético Paranaense | Vila Belmiro      | 6 de diciembre | 17:00 |
| Goiás            | 0 - 1 | São Paulo           | Serra Dourada     | 6 de diciembre | 17:00 |
| Internacional    | 2 - 0 | Cruzeiro            | Beira-Rio         | 6 de diciembre | 17:00 |
| Ponte Preta      | 0 - 1 | Sport               | Moisés Lucarelli  | 6 de diciembre | 17:00 |
| Figueirense      | 1 - 0 | Fluminense          | Orlando Scarpelli | 6 de diciembre | 17:00 |
| Coritiba         | 0 - 0 | Vasco da Gama       | Couto Pereira     | 6 de diciembre | 17:00 |

## Estadísticas
| Jugador          | Equipo           | Goles |
| ---------------- | ---------------- | ----- |
| Ricardo Oliveira | Santos           | 20    |
| Vágner Love      | Corinthians      | 14    |
| André            | Sport            | 13    |
| Jadson           | Corinthians      | 13    |
| Lucas Pratto     | Atlético Mineiro | 13    |

| Jugador          | Equipo              | Asist. |
| ---------------- | ------------------- | ------ |
| Jadson           | Corinthians         | 12     |
| Ganso            | São Paulo           | 10     |
| Giovanni Augusto | Atlético Mineiro    | 10     |
| Diego Souza      | Sport               | 9      |
| Bruno Henrique   | Goiás               | 7      |
| Dudu             | Palmeiras           | 7      |
| Elias            | Corinthians         | 7      |
| Giuliano         | Grêmio              | 7      |
| Luan             | Grêmio              | 7      |
| Marlone Azevedo  | Sport               | 7      |
| Nikão            | Atlético Paranaense | 7      |
| Victor Ferraz    | Santos              | 7      |

### Equipo ideal de la temporada
La alineación ideal del Brasileirão 2015, estuvo conformada por:
| Pos.                                      | Futbolista       | Equipo           |
| ----------------------------------------- | ---------------- | ---------------- |
| Guardameta                                | Cássio           | Corinthians      |
| Defensa                                   | Marcos Rocha     | Atlético Mineiro |
| Defensa                                   | Gil              | Corinthians      |
| Defensa                                   | Jemerson         | Atlético Mineiro |
| Defensa                                   | Douglas Santos   | Atlético Mineiro |
| Centrocampista                            | Jadson           | Corinthians      |
| Centrocampista                            | Rafael Carioca   | Atlético Mineiro |
| Centrocampista                            | Elias            | Corinthians      |
| Centrocampista · Mejor jugador del torneo | Renato Augusto   | Corinthians      |
| Delantero                                 | Luan             | Grêmio           |
| Delantero                                 | Ricardo Oliveira | Santos           |
| Entrenador                                | Tite             | Corinthians      |

## Fichajes

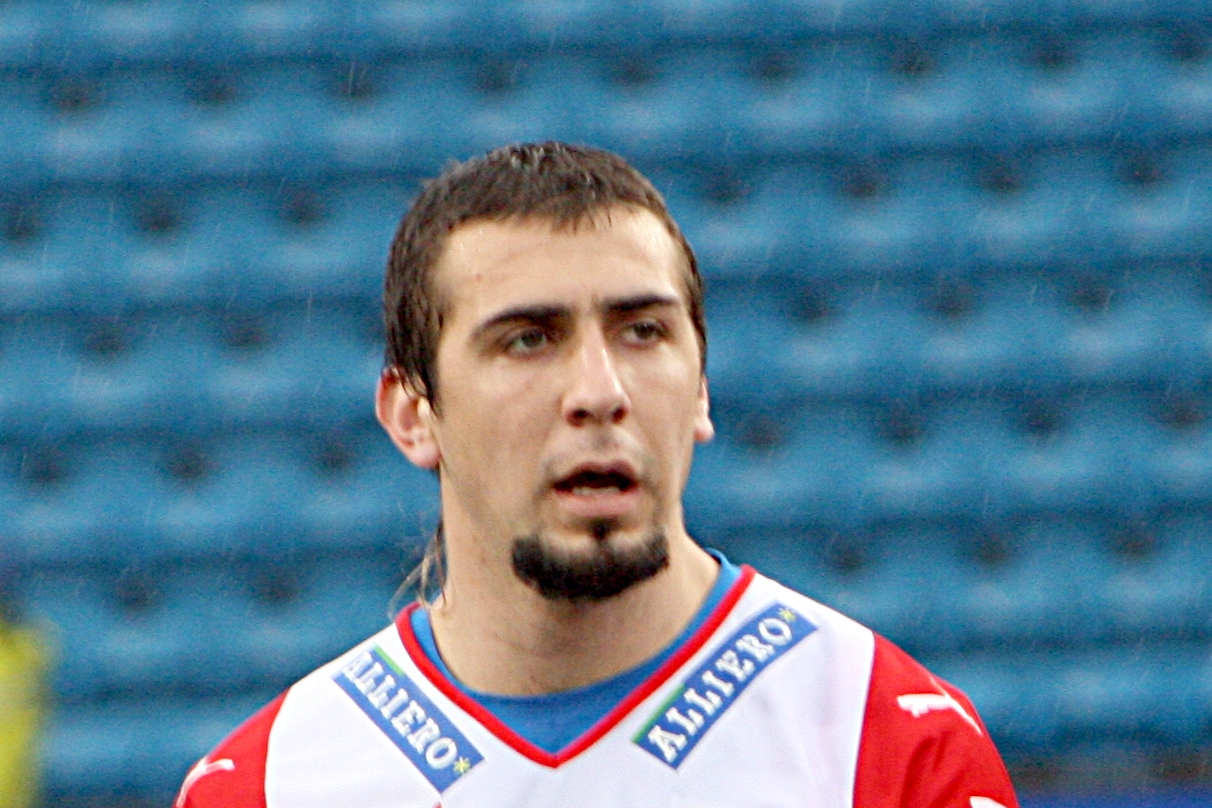
Lucas Pratto fichado en € 4,10 millones por el Atlético Mineiro.

Estos fueron los fichajes más caros del Brasilerão 2015:
| Pos. | Jugador                | Destino          | Procendencia      | Precio (€) |
| ---- | ---------------------- | ---------------- | ----------------- | ---------- |
| 1.°  | Lucas Pratto           | Atlético Mineiro | Vélez Sarsfield   | 4 100 000  |
| 2.°  | Giorgian De Arrascaeta | Cruzeiro         | Defensor Sporting | 4 000 000  |
| 2.°  | Ricardo Centurión      | São Paulo        | Racing Club       | 4 000 000  |
| 4.°  | Paolo Guerrero         | Flamengo         | Corinthians       | 3 200 000  |
| 5.°  | Lucas Barrios          | Palmeiras        | Spartak Moscú     | 2 900 000  |